# Supercollider / The Butcher
"Supercollider" / "The Butcher" és un senzill del grup britànic Radiohead llançat el 16 d'abril de 2011 coincidint amb el Record Store Day.
Thom Yorke va estrenar "Supercollider" en una actuació en solitari al Malahide Castle, Dublín, el 6 de juny de 2008. Aquesta cançó destaca per ser la més llarga mai feta per Radiohead amb 7 minuts i 2 segons. "The Butcher" fou enregistrada i remesclada durant les sessions de gravació de l'àlbum The King of Limbs, però la banda no la va incloure en el disc finalment.

## Llista de cançons
1. "Supercollider" − 7:02
2. "The Butcher" − 4:35